# Garra tana
Garra tana är en fiskart som beskrevs av Getahun och Melanie L. J. Stiassny 2007. Garra tana ingår i släktet Garra och familjen karpfiskar. IUCN kategoriserar arten globalt som sårbar. Inga underarter finns listade i Catalogue of Life.